# Whip my hair
Whip My Hair is het eerste nummer van de Amerikaanse zangeres en acteur Willow Smith. Het nummer kwam uit op 26 oktober 2010 en is tevens haar debuutsingle. Het nummer is geschreven door Ronald Jackson en Janae Rockwell en kwam op 1 januari 2011 de DutchCharts binnen, waar het 4 weken bleef staan, met een hoogste notering op #83.